# Zaccaria Pasqualigo
Zaccaria Pasqualigo, nascido em Zacarias Pasqualigo, nascido em 1600 em Verona e falecido em 17 de fevereiro de 1664 em Roma, foi um teólogo teatino italiano.

## Obra
Sua produção literária é principalmente dedicada a temas de teologia moral católica e de direito canônico. Ele conhecia bem as teses dos jesuítas e dos franciscanos de seu tempo, e polemizou em particular com o minorita Raffaele Aversa e o jesuíta Bartholomeus Amicus, e o escotista Bartolomeo Mastri da Meldola discutia muito frequentemente suas teses. Ele também estava entre aqueles que no século XVII dedicavam grande atenção à obra de Pedro Auriol.

## Publicações
- Disputationes metaphysicae, vol. I, Romae, 1634 ; vol. II, Romae, 1636 ;
- Sacra speculativa doctrina de Deo coeterisque divinitus revelatis ex theologicis principijs ad scholasticae lecturae methodum deducta, Venetiis, apud Bertanos, 1650 ;
- De sacrificio novae Legis quaestiones theologicae, morales, juridicae, vol. I, Lugduni, 1662 ; vol. II, Lugduni, 1662.